# Televisioni locali della Campania
Eitowers Campania 1, Eitowers Campania 2, Canale 8, Seritel 1, Seritel 2 e Seritel 3 sono sei dei multiplex della televisione digitale terrestre presenti nel sistema DVB-T italiano.
RL Campania 1 e RL Campania 2 appartengono a EI Towers S.p.A. interamente posseduta da 2i Towers S.r.l., a sua volta controllata al 100% da 2i Towers Holding S.r.l., che è partecipata per il 40% da Mediaset e per il 60% da F2i TLC 1 S.r.l..
For Tv appartiene a Canale 8, Canale 9, Canale 21 e Otto Channel.
Seritel 1, Seritel 2 e Seritel 3 appartengono a Ser.i.tel srl.

## Copertura
Eitowers Campania 1 è una rete di primo livello disponibile in tutta la Campania.
Eitowers Campania 2 è una rete di secondo livello disponibile in tutta la Campania.
For Tv è una rete di secondo livello disponibile nelle province di Caserta e Napoli.
Seritel 1 è una rete di secondo livello disponibile nella provincia di Avellino.
Seritel 2 è una rete di secondo livello disponibile nella provincia di Salerno.
Seritel 3 è una rete di secondo livello disponibile nella provincia di Benevento.
È inoltre ricevibile un multiplex locale laziale:
Eitowers Lazio è una rete di primo livello disponibile a Sessa Aurunca.

È inoltre ricevibile un multiplex locale calabrese:
Eitowers Calabria è una rete di primo livello disponibile a San Giovanni a Piro.

## Frequenze
Eitowers Campania 1 trasmette sul canale 41 della banda UHF V in tutta la Campania.
Eitowers Campania 2 trasmette sul canale 31 della banda UHF IV in tutta la Campania.
For Tv trasmette sul canale 34 della banda UHF IV nelle province di Caserta e Napoli.
Seritel 1 trasmette sul canale 22 della banda UHF IV nella provincia di Avellino.
Seritel 2 trasmette sul canale 39 della banda UHF V nella provincia di Salerno.
Seritel 3 trasmette sul canale 21 della banda UHF IV nella provincia di Benevento.
Eitowers Lazio trasmette sul canale 27 della banda UHF IV a Sessa Aurunca.
Eitowers Calabria trasmette sul canale 32 della banda UHF IV a San Giovanni a Piro.

## Servizi

### Canali televisivi (Eitowers Campania 1)
| LCN | Canale              | Note       |
| --- | ------------------- | ---------- |
| 10  | CANALE 21           | FTA (HDTV) |
| 11  | TELEVOMERO          | FTA (HDTV) |
| 12  | Canale 9            | FTA (HDTV) |
| 13  | Tele A              | FTA (HDTV) |
| 14  | CANALE 8            | FTA (HDTV) |
| 15  | TELECAPRI           | FTA (HDTV) |
| 16  | Otto Channel        | FTA (HDTV) |
| 17  | Primativvù          | FTA (HDTV) |
| 18  | LIRATV HD           | FTA (HDTV) |
| 19  | IRPINIATV           | FTA (HDTV) |
| 76  | KISS KISS NAPOLI TV | FTA (HDTV) |
| 77  | TELECLUBITALIA      | FTA (HDTV) |
| 83  | TV LUNA HD          | FTA (HDTV) |

### Canali televisivi (Eitowers Campania 2)
| LCN | Canale          | Note       |
| --- | --------------- | ---------- |
| 71  | CANALE ITALIA   | FTA        |
| 78  | STILETV         | FTA (HDTV) |
| 85  | CANALE 58       | FTA        |
| 86  | NAPOFLIX        | FTA (HDTV) |
| 87  | TDS             | FTA (HDTV) |
| 93  | TELECAPRI SPORT | FTA (HDTV) |
| 94  | VIDEONOLA       | FTA (HDTV) |
| 110 | Tele Dehon      | FTA (HDTV) |
| 115 | 105TV           | FTA (HDTV) |
| 117 | GT CHANNEL      | FTA (HDTV) |
| 119 | TELENOSTRA      | FTA (HDTV) |
| 183 | RADIO MARTE TV  | FTA (HDTV) |
| 189 | PARTENOPE TV    | FTA        |
| 788 | ROMANTICA RADIO | FTA        |

### Canali televisivi (For Tv)
| LCN | Canale          | Note          |
| --- | --------------- | ------------- |
| 75  | TVA             | FTA (HEVC HD) |
| 79  | CalcioNapoli 24 | FTA (HDTV)    |
| 80  | Nuvola TV       | FTA (HDTV)    |
| 81  | TELEISCHIA      | FTA           |
| 82  | LIFE ZONE       | FTA           |
| 84  | RADIO CRC TV    | FTA (HDTV)    |
| 88  | Eduardo         | FTA           |
| 95  | Canale 95 event | FTA           |
| 99  | Campi Flegrei   | FTA           |

### Canali televisivi (Seritel 1)
| LCN | Canale        | Note |
| --- | ------------- | ---- |
| 75  | FL TELEVISION | FTA  |
| 84  | LAB TV        | FTA  |
| 113 | TV Mille      | FTA  |
| 214 | SPORT CHANNEL | FTA  |
| 351 | 70-80.tv      | FTA  |

### Canali radiofonici (Seritel 1)
| LCN | Canale             | Note |
| --- | ------------------ | ---- |
| 716 | RADIO CLUB 91      | FTA  |
| 777 | RADIO CASTELLUCCIO | FTA  |

### Canali televisivi (Seritel 2)
| LCN | Canale          | Note       |
| --- | --------------- | ---------- |
| 75  | Telecolore      | FTA        |
| 79  | Infocilento     | FTA        |
| 81  | ITALIA2NEWS     | FTA        |
| 82  | SEI TV          | FTA        |
| 88  | TVOGGI          | FTA        |
| 89  | TeleStabia      | FTA        |
| 90  | Rete 3 Digiesse | FTA        |
| 91  | Telelaser       | FTA        |
| 92  | Telenuova       | FTA        |
| 97  | SET TV          | FTA (HDTV) |
| 99  | RETE7           | FTA        |
| 111 | Telenuova2      | FTA        |
| 114 | Sud TV          | FTA        |
| 176 | UNOTV           | FTA        |
| 181 | RTC 4 RETE      | FTA        |
| 351 | 70-80.tv        | FTA        |

### Canali radiofonici (Seritel 2)
| LCN | Canale             | Note |
| --- | ------------------ | ---- |
| 716 | RADIO CLUB 91      | FTA  |
| 777 | RADIO CASTELLUCCIO | FTA  |

### Canali televisivi (Seritel 3)
| LCN | Canale        | Note |
| --- | ------------- | ---- |
|     |               | FTA  |
| 79  | Nora TV       |      |
| 82  | MEDIA TV      |      |
| 84  | LAB TV        |      |
| 96  | TV7           |      |
| 98  | TSTV          |      |
| 214 | SPORT CHANNEL |      |
| 351 | 70-80.tv      |      |

### Canali radiofonici (Seritel 3)
| LCN | Canale             | Note |
| --- | ------------------ | ---- |
| 716 | RADIO CLUB 91      | FTA  |
| 777 | RADIO CASTELLUCCIO | FTA  |